# Административно-территориальное деление Республики Алтай

## Административно-территориальное устройство
Согласно Конституции Республики Алтай, регион делится на 1 город республиканского значения и 10 районов (аймаков), состоящих из населённых пунктов.
Город республиканского значения:
город Горно-Алтайск;
Районы (аймаки):
1. Кош-Агачский район (аймак);
2. Майминский район (аймак);
3. Онгудайский район (аймак);
4. Турочакский район (аймак);
5. Улаганский район (аймак);
6. Усть-Канский район (аймак);
7. Усть-Коксинский район (аймак);
8. Шебалинский район (аймак);
9. Чемальский район (аймак);
10. Чойский район (аймак).

Согласно закону Республики Алтай «Об административно-территориальном устройстве Республики Алтай», субъект РФ включает следующие административно-территориальные единицы: 1 город, 10 районов (аймаков) и входящие в их состав 91 сельское поселение.

## Муниципальное устройство
В рамках муниципального устройства республики, в границах административно-территориальных единиц Республики Алтай образованы 102 муниципальных образования:
- 1 городской округ,
- 10 муниципальных районов, которые включают
  - 91 сельское поселение.

## Районы и город
| №         | Флаг | Герб | Русское название                       | Алтайское название | Код ОКАТО | Население, чел. (2021 г.) | Площадь, тыс. км² | Плотность населения, чел./км² | Административный центр |
| --------- | ---- | ---- | -------------------------------------- | ------------------ | --------- | ------------------------- | ----------------- | ----------------------------- | ---------------------- |
| 1e-06     |      |      | Районы (аймаки) / муниципальные районы |                    |           |                           |                   |                               |                        |
| 1         |      |      | Кош-Агачский район                     | Кош-Агаш аймак     | 84 210    | ↘18 328                   | 20,0              | 0,9                           | село Кош-Агач          |
| 2         |      |      | Майминский район                       | Майма аймак        | 84 215    | ↘30 375                   | 1,4               | 20,6                          | село Майма             |
| 3         |      |      | Онгудайский район                      | Оҥдой аймак        | 84 220    | ↘14 051                   | 11,7              | 1,3                           | село Онгудай           |
| 4         |      |      | Турочакский район                      | Турачак аймак      | 84 225    | ↘11 174                   | 11,0              | 1,1                           | село Турочак           |
| 5         |      |      | Улаганский район                       | Улаган аймак       | 84 230    | ↘11 623                   | 18,4              | 0,6                           | село Улаган            |
| 6         |      |      | Усть-Канский район                     | Кан-Оозы аймак     | 84 235    | ↘14 438                   | 6,3               | 2,3                           | село Усть-Кан          |
| 7         |      |      | Усть-Коксинский район                  | Кöк-Суу Оозы аймак | 84 240    | ↘15 801                   | 12,9              | 1,3                           | село Усть-Кокса        |
| 8         |      |      | Чемальский район                       | Чамал аймак        | 84 243    | ↘10 180                   | 3,0               | 3,2                           | село Чемал             |
| 9         |      |      | Чойский район                          | Чой аймак          | 84 245    | ↘7624                     | 4,5               | 1,9                           | село Чоя               |
| 10        |      |      | Шебалинский район                      | Шебалин аймак      | 84 250    | ↘11 988                   | 3,9               | 3,5                           | село Шебалино          |
| 10.000002 |      |      | Город (городской округ)                |                    |           |                           |                   |                               |                        |
| 11        |      |      | Горно-Алтайск                          | Туулу Алтай        | 84 401    | ↘64 508                   | 0,96              |                               | город Горно-Алтайск    |

## Сельские поселения
В состав районов Республики Алтай в границах соответствующих административно-территориальных единиц (сельских поселений) создано одноимённое 91 муниципальное образование в статусе сельского поселения. Они объединяют 246 сельских населённых пунктов, в том числе 216 сёл и 30 посёлков.

### Кош-Агачский район
| Сельское поселение                       | Населённые пункты            |
| ---------------------------------------- | ---------------------------- |
| Бельтирское сельское поселение           | с. Новый Бельтир, с. Бельтир |
| Джазаторское сельское поселение          | с. Беляши, с. Аркыт          |
| Казахское сельское поселение             | с. Жана-Аул, с. Актал        |
| Кокоринское сельское поселение           | с. Кокоря                    |
| Кош-Агачское сельское поселение          | с. Кош-Агач                  |
| Курайское сельское поселение             | с. Курай, с. Кызыл-Таш       |
| Мухор-Тархатинское сельское поселение    | с. Мухор-Тархата             |
| Ортолыкское сельское поселение           | с. Ортолык                   |
| Ташантинское сельское поселение          | с. Ташанта                   |
| Теленгит-Сортогойское сельское поселение | с. Теленгит-Сортогой         |
| Тобелерское сельское поселение           | с. Тобелер                   |
| Чаган-Узунское сельское поселение        | с. Чаган-Узун                |

### Майминский район
| Майминский район (выделен красным) на карте Республики Алтай |

| Сельское поселение                | Населённые пункты                                                                         |
| --------------------------------- | ----------------------------------------------------------------------------------------- |
| Бирюлинское сельское поселение    | с. Бирюля, с. Александровка, с. Урлу-Аспак, п. Филиал                                     |
| Кызыл-Озёкское сельское поселение | с. Кызыл-Озёк, п. Алфёрово, п. Верхний Сайдыс, с. Карасук, с. Средний Сайдыс, п. Улалушка |
| Майминское сельское поселение     | с. Майма, с. Верх-Карагуж, п. Дубровка, п. Карлушка, с. Подгорное, п. Рыбалка             |
| Манжерокское сельское поселение   | с. Манжерок, с. Озёрное                                                                   |
| Соузгинское сельское поселение    | с. Соузга, п. Турбаза «Юность», п. Черемшанка                                             |
| Усть-Мунинское сельское поселение | с. Усть-Муны, п. Барангол, п. Известковый, п. Карым                                       |

- Законом Республики Алтай от 31 марта 2015 года № 12-РЗ[7], муниципальные образования Верх-Карагужинское сельское поселение и Майминское сельское поселение преобразованы путём их объединения в муниципальное образование Майминское сельское поселение с административным центром в селе Майма.

### Онгудайский район
| Сельское поселение                  | Населённые пункты                                                               |
| ----------------------------------- | ------------------------------------------------------------------------------- |
| Елинское сельское поселение         | с. Ело, с. Кара Кобы, с. Каярлык                                                |
| Ининское сельское поселение         | с. Иня, с. Акбом, с. Инегень, с. Иодро, с. Малая Иня, с. Малый Яломан           |
| Каракольское сельское поселение     | с. Каракол, с. Бичикту-Боом, с. Курота                                          |
| Куладинское сельское поселение      | с. Кулада, с. Боочи                                                             |
| Купчегенское сельское поселение     | с. Купчегень, с. Большой Яломан                                                 |
| Нижне-Талдинское сельское поселение | с. Нижняя Талда                                                                 |
| Онгудайское сельское поселение      | с. Онгудай                                                                      |
| Теньгинское сельское поселение      | с. Теньга, с. Бархатово, с. Нефтебаза, с. Озёрное, с. Талда, с. Туекта, с. Шиба |
| Хабаровское сельское поселение      | с. Хабаровка, с. Улита                                                          |
| Шашикманское сельское поселение     | с. Шашикман, с. Каянча                                                          |

### Турочакский район
| Сельское поселение                    | Населённые пункты                                                                       |
| ------------------------------------- | --------------------------------------------------------------------------------------- |
| Артыбашское сельское поселение        | с. Артыбаш, с. Иогач, с. Ново-Троицк, с. Яйлю                                           |
| Бийкинское сельское поселение         | с. Бийка, с. Чуйка                                                                      |
| Дмитриевское сельское поселение       | с. Дмитриевка, с. Дайбово, с. Удаловка                                                  |
| Кебезенское сельское поселение        | с. Кебезень, с. Старый Кебезень, с. Сюря, с. Тулой, с. Усть-Пыжа                        |
| Курмач-Байгольское сельское поселение | с. Курмач-Байгол, с. Иткуч, с. Суранаш                                                  |
| Майское сельское поселение            | с. Майск, с. Талон                                                                      |
| Озеро-Куреевское сельское поселение   | с. Озеро-Куреево, с. Каначак, с. Шунарак                                                |
| Тондошенское сельское поселение       | с. Тондошка, с. Верх-Бийск, с. Огни, с. Санькин Аил                                     |
| Турочакское сельское поселение        | с. Турочак, с. Каяшкан, с. Лебедское, с. Советский Байгол, с. Стретинка, с. Усть-Лебедь |

### Улаганский район
| Сельское поселение                | Населённые пункты                       |
| --------------------------------- | --------------------------------------- |
| Акташское сельское поселение      | с. Акташ                                |
| Балыктуюльское сельское поселение | с. Балыктуюль, с. Паспарта              |
| Саратанское сельское поселение    | с. Саратан, с. Язула                    |
| Улаганское сельское поселение     | с. Улаган                               |
| Челушманское сельское поселение   | с. Балыкча, с. Беле, с. Кок-Паш, с. Коо |
| Чибилинское сельское поселение    | с. Чибиля, с. Кара-Кудюр                |
| Чибитское сельское поселение      | с. Чибит                                |

### Усть-Канский район
| Сельское поселение                   | Населённые пункты                                  |
| ------------------------------------ | -------------------------------------------------- |
| Белоануйское сельское поселение      | с. Белый Ануй, с. Верх-Ануй                        |
| Козульское сельское поселение        | с. Козуль, с. Кайсын, с. Озёрное                   |
| Коргонское сельское поселение        | с. Коргон, с. Владимировка                         |
| Кырлыкское сельское поселение        | с. Кырлык                                          |
| Мендур-Сокконское сельское поселение | с. Мендур-Соккон                                   |
| Талицкое сельское поселение          | с. Усть-Кумир, с. Санаровка, с. Талица, с. Тюдрала |
| Усть-Канское сельское поселение      | с. Усть-Кан                                        |
| Усть-Мутинское сельское поселение    | с. Усть-Мута, с. Верх-Мута, с. Келей               |
| Чёрноануйское сельское поселение     | с. Чёрный Ануй, с. Каракол, с. Турата              |
| Ябоганское сельское поселение        | с. Ябоган, с. Верх-Ябоган, с. Оро                  |
| Яконурское сельское поселение        | с. Яконур                                          |

### Усть-Коксинский район
| Сельское поселение                 | Населённые пункты                                                                                       |
| ---------------------------------- | --- |
| Амурское сельское поселение        | с. Амур, с. Абай, п. Красноярка, п. Улужай, с. Юстик                                                    |
| Верх-Уймонское сельское поселение  | с. Верх-Уймон, п. Гагарка, п. Замульта, с. Маральник-1, с. Мульта, с. Тихонькая                         |
| Горбуновское сельское поселение    | с. Горбуново, п. Октябрьское, п. Теректа                                                                |
| Карагайское сельское поселение     | с. Карагай, с. Банное, с. Курдюм                                                                        |
| Катандинское сельское поселение    | с. Катанда, п. Кучерла, с. Тюнгур                                                                       |
| Огнёвское сельское поселение       | с. Огнёвка, п. Берёзовка, с. Кайтанак, п. Мараловодка, п. Сахсабай                                      |
| Талдинское сельское поселение      | с. Талда, с. Соузар, с. Сугаш                                                                           |
| Усть-Коксинское сельское поселение | с. Усть-Кокса, с. Баштала, с. Власьево, с. Кастахта, п. Красноярка, п. Курунда, с. Синий Яр, п. Тюгурюк |
| Чендекское сельское поселение      | с. Чендек, с. Ак-Коба, п. Маральник-2, п. Маргала, с. Нижний Уймон, п. Полеводка                        |

### Чемальский район
| Чемальский район (выделен красным) на карте Республики Алтай |

| Сельское поселение                | Населённые пункты                                        |
| --------------------------------- | -------------------------------------------------------- |
| Аносинское сельское поселение     | с. Анос, с. Аюла, п. Верх-Анос                           |
| Бешпельтирское сельское поселение | с. Бешпельтир                                            |
| Куюсское сельское поселение       | с. Куюс, с. Ороктой, с. Эдиган                           |
| Узнезинское сельское поселение    | с. Узнезя, с. Аскат, с. Нижний Куюм, с. Турбаза «Катунь» |
| Чемальское сельское поселение     | с. Чемал, с. Еланда, с. Толгоек, с. Уожан                |
| Чепошское сельское поселение      | с. Чепош, п. Усть-Сема                                   |
| Элекмонарское сельское поселение  | с. Элекмонар, с. Каракол                                 |

### Чойский район
| Чойский район (выделен красным) на карте Республики Алтай |

| Сельское поселение                  | Населённые пункты                                                                          |
| ----------------------------------- | ------------------------------------------------------------------------------------------ |
| Верх-Пьянковское сельское поселение | с. Ускуч                                                                                   |
| Каракокшинское сельское поселение   | с. Каракокша, с. Большая Кузя, с. Кузя, с. Никольское                                      |
| Паспаульское сельское поселение     | с. Паспаул, с. Кара-Торбок, с. Левинка, с. Салганда, с. Сугул, с. Сухой Карасук, с. Туньжа |
| Сёйкинское сельское поселение       | с. Сёйка                                                                                   |
| Уйменское сельское поселение        | с. Уймень                                                                                  |
| Чойское сельское поселение          | с. Чоя, с. Гусевка, с. Ишинск, с. Киска, с. Советское                                      |
| Ыныргинское сельское поселение      | с. Ынырга, с. Красносельск                                                                 |

### Шебалинский район
| Сельское поселение                    | Населённые пункты                                 |
| ------------------------------------- | ------------------------------------------------- |
| Актельское сельское поселение         | с. Актел, с. Камай                                |
| Барагашское сельское поселение        | с. Барагаш                                        |
| Беш-Озёкское сельское поселение       | с. Беш-Озёк                                       |
| Верх-Апшуяхтинское сельское поселение | с. Верх-Апшуяхта                                  |
| Дъектиекское сельское поселение       | с. Дъектиек, с. Арбайта, с. Кумалыр, с. Топучая   |
| Ильинское сельское поселение          | с. Ильинка, с. Мариинск                           |
| Камлакское сельское поселение         | с. Камлак                                         |
| Каспинское сельское поселение         | с. Каспа                                          |
| Малочергинское сельское поселение     | с. Малая Черга, с. Верх-Черга                     |
| Улусчергинское сельское поселение     | с. Улусчерга, с. Кукуя, с. Могута, с. Мухор-Черга |
| Чергинское сельское поселение         | с. Черга, с. Барлак                               |
| Шебалинское сельское поселение        | с. Шебалино, с. Мыюта                             |
| Шыргайтинское сельское поселение      | с. Шыргайту                                       |

Административные центры указаны жирным шрифтом

## История

### До 1922 года
До 1917 года территория нынешней Республики Алтай входила в состав Бийского уезда Томской губернии. 17 июня 1917 года из Томской губернии была выделена Алтайская губерния, куда вошёл Бийский уезд.
7 марта 1918 года состоялся учредительный Горно-Алтайский краевой съезд инородческих и крестьянских депутатов, на котором тайным голосованием было принято решение о выходе Горного Алтая из состава Бийского уезда и образовании Каракорум-Алтайского округа с временным центром в селе Улала. 30 декабря того же года постановлением земского отдела министерства внутренних дел Сибирского временного правительства был образован Каракорумский уезд в составе Алтайской губернии. В январе 1920 года, после изгнания с Алтая белых, территория уезда была вновь включена в состав Бийского уезда Алтайской губернии.
13 апреля 1920 года (по другим данным 14 сентября) Алтайский губревком принял постановление об утверждении Каракорумского уезда в старых границах, переименовав его в Горно-Алтайский уезд (центр — село Шебалино). В состав новообразованного Горно-Алтайского уезда вошли Абайская, Айская, Бешпельтирская, Горно-Онгудайская, Имеринская, Ининская, Катандинская, Кош-Агачская, Ново-Дмитриевская, Паспаульская, Песчанская, Салдамская, Туэктинская, Уймонская, Улаганская, Улалинская, Усть-Канская, Чемальская, Чергинская, Чибитская и Шебалинская волости.
23 марта 1921 года (по другим данным, 17 февраля) это решение своим постановлением утвердил Сибревком. Этим же решением к Горно-Алтайскому уезду были присоединены тяготеющие к нему в экономическом отношении четыре волости Бийского уезда: Черно-Ануйская, Сарасинская, Куяганская и Алтайская. Административный центр уезда из села Шебалина был перенесён в село Алтайское.

### 1922—1924 годы
Ойротская автономная область с центром в Улале была образована постановлением Президиума ВЦИК 1 июня 1922 года. В область первоначально входило 24 волости:
 переданные из бывшего Горно-Алтайского уезда Алтайской губернии:
| - Абайская - Бешпельтирская - Имеринская - Катандинская - Киргизская | - Кош-Агачская - Горно-Онгудайская - Паспаульская - Песчанская - Салдамская | - Туэктинская - Уймонская - Улаганская - Улалинская - Усть-Канская | - Шебалинская - Чемальская - Чергинская - Чибитская - Чолушманская |

 переданные из Бийского уезда Алтайской губернии:
- Верх-Бийская
- Лебедская
- Успенская
- Ыныргинская

4 мая 1923 года административно-территориальное деление автономной области было пересмотрено. Вместо 24 волостей было создано 10.
| Волость           | Центр       | Территории, вошедшие в укрупнённые волости |
| ----------------- | ----------- | --- |
| Горно-Онгудайская | с. Онгудай  | Горно-Онгудайская, Туэктинская волости, сёла Каянча, Байтыган, Ташекан, Карасу из Салдамской волости и часть Чибитской волости от села Чибит на запад (к Онгудаю)            |
| Кош-Агачская      | с. Кош-Агач | Кош-Агачская волость и село Чибит бывшей Чибитской волости |
| Лебедская         | с. Кебезень | Озеро-Куреевская, Лебедская и Алтын-Кольская волости |
| Майминская        | с. Улала    | Майминская волость, Имеринская (без сёл Ингурек и Верх-Куюм), село Верх-Иша из Паспаульской волости                                                                          |
| Уймонская         | с. Катанда  | Уймонская, Катандинская волости и Абайская (без сёл Сугаш, Соузар, Татарка)                                                                                                  |
| Улаганская        | с. Улаган   | Улаганская волость |
| Успенская         | с. Чоя      | Успенская, Ыныргинская волости и Паспаульская (без села Верх-Иша) |
| Усть-Канская      | с. Усть-Кан | Усть-Канская волость, сёла Сугаш, Соузар и Татарка из Абайской волости |
| Шебалинская       | с. Шебалино | Шебалинская, Чергинская и Песчанская волости |
| Чемальская        | с. Чемал    | Бешпельтирская, Чемальская волости, сёла Эдиган, Канзара, Куюс, Бешпельтир-Турук, Бийка, Чебо, Икужой из Салдамской волости и сёла Ингурек и Верх-Куюм из Имеринской волости |

16 сентября 1924 года на заседании Ойротского облисполкома укрупнённые волости области были переименованы в аймаки.

### 1925—1936 годы
25 мая 1925 года в результате административной реформы Ойротская автономная область, как самостоятельная административно-территориальная единица, вошла в состав Сибирского края РСФСР. 27 февраля 1928 года постановлением ВЦИК село Улала было преобразовано в город.
К 1 июля 1930 года Ойротская АО включала 10 аймаков:
| - Кош-Агачский - Лебедский - Онгудайский - Уймонский - Улаганский | - Улалинский - Успенский - Усть-Канский - Чемальский - Шебалинский |

30 июля 1930 года Ойротская автономная область вошла в состав новообразованного Западно-Сибирского края.
10 мая 1931 года в состав Усть-Канского аймака области вошли Бело-Ануйский, Каракольский, Мариинский, Усть-Кучинский и Усть-Мутинский сельсоветы Солонешенского района Западно-Сибирского края. 23 июня 1932 года город Улала был переименован в Ойрот-Туру.
10 апреля 1933 года был переименован ряд аймаков: Лебедский аймак стал называться Турачакским, Уймонский — Усть-Коксинским (центр аймака был перенесён из Катанды в Усть-Коксу), Улалинский — Ойрот-Туринским, Успенский — Чойским, Чемальский — Эликманарским (центр аймака был перенесён из Чемала в Эликманар).

### 1937—1962 годы
28 сентября 1937 года Западно-Сибирский край был разделён на Новосибирскую область и Алтайский край. В состав последнего вошла Ойротская АО.
На 1 июля 1945 года административно-территориальное деление Ойротской АО имело следующий вид:
| Аймаки          | Сельские советы |
| --------------- | --- |
| г. Ойрот-Тура   | |
| Кош-Агачский    | Джазатарский, Казахский, Кокоринский, Кош-Агачский, Курайский, Чаган-Узунский, Чибитский |
| Ойрот-Турский   | Александровский, Бирюлинский, Верх-Карагужский, Карасукский, Майма-Чергачакский, Манжерокский, Ново-Улалинский, Сайдысский, Сиультинский, Соузгинский                                                                                          |
| Онгудайский     | Елинский, Ининский, Каракольский, Каянчинский, Купчегенский, Онгудайский, Ороктайский, Талдинский, Туэктинский, Хабаровский, Ялочанский |
| Турочакский     | Антропский, Артыбашский, Гурьяновский, Дмитриевский, Капачакский, Кебезенский, Курмач-Байгольский, Мало-Чебеченский, Озеро-Куреевский, Суракашинский, Тондошенский, Турочакский, Удаловский, Чанышский, Чултинский                             |
| Улаганский      | Балыктуюльский, Улаганский, Чадринский, Челушманский |
| Усть-Канский    | Бело-Ануйский, Верх-Бело-Ануйский, Каракольский, Кырлыкский, Марнинский, Мендур-Саконский, Соузарский, Сугашинский, Талицкий, Туратинский, Тюдралинский, Усть-Канский, Усть-Кучинский, Усть-Мутинский, Черно-Ануйский, Чечулинский, Яконурский |
| Усть-Коксинский | Абайский, Верх-Уймонский, Горбуновский, Кайтанакский, Катандинский, Красноярский, Курундинский, Нижне-Уймонский, Огневский, Сахсобайский, Терехтинский, Тюгурюкский, Тюнгурский, Усть-Коксинский                                               |
| Чойский         | Ашпанакский, Верх-Пьянковский, Верх-Учекский, Ишинский, Кискинский, Кочкинский, Паспаульский, Салгандинский, Средне-Тыргинский, Сугульский, Туньджинский, Тушкенекский, Челушкаринский, Чойский, Ыныргинский                                   |
| Шебалинский     | Актельский, Барагашинский, Бешпельтирский, Верх-Апшуяхтинский, Верх-Чергинский, Ильинский, Камлакский, Каспинский, Мало-Чергинский, Мыютинский, Топучинский, Улус-Чергинский, Чергинский, Шебалинский                                          |
| Элекмонарский   | Аносинский, Алюлинский, Бешпельтирский, Куюмский, Уажанский, Узиезинский, Чепошский, Эдиганский, Элекмонарский |

7 января 1948 года указом Президиума Верховного совета РСФСР Ойротская АО была переименована в Горно-Алтайскую АО, а её столица в город Горно-Алтайск. Одновременно Ойрот-Туринский аймак переименован в Майминский.
16 апреля 1952 года в состав Усть-Канского аймака был передан Коргонский сельсовет Чарышского района Алтайского края. 28 сентября 1956 года был ликвидирован Чойский аймак, путём включения его территории в состав Майминского аймака.

### 1962—1991 годы
30 марта 1962 года Эликманарский аймак был присоединён к Майминскому.
1 февраля 1963 года прошла всесоюзная реформа административного деления. Вместо аймаков были образованы 6 сельских районов:
- Кош-Агачский (центр — село Кош-Агач),
- Майминский (центр — село Майма),
- Онгудайский (центр — село Онгудай),
- Турочакский (центр — село Турочак),
- Улаганский (центр — село Усть-Улаган),
- Усть-Канский (центр — село Усть-Кан).

Реформа низового административно-территориального деления оказалась неэффективной, поэтому в 1964 году начался возврат к старой системе районного деления.
4 марта 1964 года путём выделения из Усть-Канского района был восстановлен Усть-Коксинский район. 13 января 1965 года из частей Онгудайского и Майминского районов был образован Шебалинский район. 20 октября 1980 года был образован Чойский район, путём выделения из Майминского района.
На 1 января 1986 года административно-территориальное деление Горно-Алтайской АО имело следующий вид:
| Районы           | Сельские советы |
| ---------------- | --- |
| г. Горно-Алтайск | |
| Кош-Агачский     | Бельтирский, Джазатарский, Казахский, Кокоринский, Кош-Агачский, Курайский, Мухор-Тархатинский, Тебелерский, Чаган-Узунский |
| Майминский       | Бирюлинский, Кызыл-Озекский, Майминский, Манжерокский, Усть-Мунинский |
| Онгудайский      | Елинский, Ининский, Каракольский, Куландинский, Купчегенский, Онгудайский, Теньгинский, Хабаровский |
| Турочакский      | Артыбашский, Бийкинский, Дмитриевский, Кебезенский, Курмач-Байгольский, Майский, Озеро-Куреевский, Тондошенский, Турочакский |
| Улаганский       | Балыктуюльский, Саратанский, Улаганский, Челушманский, Чибитский. Акташский поссовет. |
| Усть-Канский     | Белоануйский, Кырлыкский, Марнинский, Мендур-Сокконский, Талицкий, Усть-Канский, Усть-Кучинский, Усть-Мутинский, Черноануйский, Ябоганский, Яконурский                                                                              |
| Усть-Коксинский  | Амурский, Верх-Уймонский, Горбуновский, Катандинский, Огневский, Талдинский, Усть-Коксинский, Чендекский |
| Чойский          | Верх-Карагужский, Верх-Пьянковский, Каракошинский, Паспаульский, Чойский, Ыныргинский. Сейкинский поссовет |
| Шебалинский      | Аносинский, Барагашинский, Беш-Озекский, Бешпельтирский, Верх-Апшуяхтинский, Дьектиекский, Ильинский, Камлакский, Куюсский, Малочергинский, Улусчергинский, Чепошский, Чергинский, Шебалинский, Элекмонарский. Чемальский поссовет. |

25 октября 1990 года на третьей внеочередной сессии Горно-Алтайского областного совета народных депутатов была принята декларация, провозгласившая государственный суверенитет Горно-Алтайской Автономной Советской Социалистической Республики.

### С 1991 года
3 июля 1991 года Горно-Алтайская АССР вышла из состава Алтайского края и была образована Горно-Алтайская Советская Социалистическая Республика в составе РСФСР. 5 февраля 1992 года Горно-Алтайская ССР была преобразована в Республику Горный Алтай, а 7 мая того же года переименована в Республику Алтай.
26 августа 1992 года, путём выделения из Шебалинского района, был вновь образован Чемальский район.
В ходе муниципальной реформы 2006 года административно-территориальное деление Республики Алтай не претерпело заметных изменений.